# Стіг Нюстрем
Стіг Нюстрем (швед. Stig Nyström, 25 листопада 1919 — 31 липня 1983, Бурленге) — шведський футболіст, що грав на позиції нападника за «Браге», «Юргорден», а також національну збірну Швеції.

## Клубна кар'єра
У дорослому футболі дебютував 1938 року виступами за команду «Браге», в якій провів чотири сезони. В матчах чемпіонату Швеції 1940/41 відзначився 17-ма забитими голами, ставши найкращим її бомбардиром.
1942 року перейшов до «Юргордена», за який відіграв наступні дев'ять сезонів. Завершив професійну кар'єру футболіста виступами за «Юргорден» у 1951 році.

## Виступи за збірну
1939 року дебютував в офіційних матчах у складі національної збірної Швеції. Загалом протягом дев'ятирічної кар'єри в національній команді провів у її формі 11 матчів, забивши 5 голів.
Згодом у складі збірної їздив на Олімпійські ігри 1948 року до Лондона, де шведи здобули титул олімпійських чемпіонів. Утім сам нападник в іграх турніру на поле не виходив.

## Титули і досягнення

### Командні
- Олімпійський чемпіон: 1948

### Особисті
- Найкращий бомбардир чемпіонату Швеції (1):

1940/41 (17 голів)